# 江西黑貓炭黑
江西黑貓炭黑股份有限公司（Jiangxi Black Cat Carbon Black Inc., Ltd.）是中國江西省景德鎮市一家碳煙（輪胎的製造原料）製造商，由景德鎮市焦化煤氣總廠、江西億威數碼科技有限責任公司、福建泉州三安集團公司、景德鎮陶瓷股份有限公司、景德鎮市華意物資公司五家股東共同發起組建，其產品範圍包括橡膠級碳煙、特殊碳煙、矽材料、工業萘、輕油、洗油、脫酚油、粗酚、蒽油、中溫瀝青等。其母公司為景德鎮市焦化工業集團，是中國國家重點支持的520家大型企業之一。
江西黑貓炭黑公司2010年的總產能在中國排名第二，位居美國卡博特公司之後。2011年總產能則達70萬噸，年營收為人民幣39.45億元，佔全球第8名。

## 子公司與關係企業
江西黑貓炭黑公司轄下共有六家子公司：
1. 韓城黑貓炭黑有限責任公司（簡稱「韓城黑貓」）：陝西省韓城市昝村鎮煤化工業園
2. 朝陽黑貓伍興岐炭黑有限責任公司（簡稱「朝陽黑貓」）：遼寧省朝陽市經濟開發區
3. 烏海黑貓炭黑有限責任公司（簡稱「烏海黑貓」）：内蒙古自治區烏海市海南區西來峰工業園
4. 邯鄲黑貓炭黑有限責任公司（簡稱「邯鄲黑貓」）：河北省邯鄲市磁縣磁峰工業聚集區
5. 太原黑貓炭黑有限責任公司（簡稱「太原黑貓」）：山西省太原市清徐縣東於鎮東高白村
6. 唐山黑貓炭黑有限責任公司（簡稱「唐山黑貓」）：河北省唐山市古治區工業園區

## 公司沿革
- 2001年7月12日：由景德鎮市焦化煤氣總廠、江西億威數碼科技有限責任公司、福建泉州三安集團公司、景德鎮陶瓷股份有限公司、景德鎮市華意物資公司五家股東共同發起創立，註冊資本為人民幣5千4百萬元。
- 2002年12月：成立子公司韓城黑貓。
- 2003年：通過ISO9001：2000標準質量管理體系認證。
- 2005年5月：成立子公司朝陽黑貓。
- 2006年9月15日：經中國證券監督管理委員會批准，在深圳證券交易所掛牌上市。
- 2007年12月：通過ISO 14001：2004標準環境管理體系認證。
- 2008年4月：成立子公司烏海黑貓。
- 2010年4月：成立子公司邯鄲黑貓。
- 2011年：5月成立子公司太原黑貓，6月另一家子公司唐山黑貓成立。

## 產品範圍
- 碳煙：
  - 橡膠用黑碳煙
  - 氣相白碳煙（二氧化矽）
  - 沉澱法白碳煙
- 其他：矽材料、鹽酸、次氯酸鈉、工業萘、輕油、洗油、脱酚油、粗酚、蒽油、中溫瀝青、燃料油等

## 內部連結
- 碳煙

## 外部連結
- 官方網站 （页面存档备份，存于）
- 母公司景德鎮焦作工業集團官方網站 （页面存档备份，存于）